# Medinilla venosa
Medinilla venosa är en tvåhjärtbladig växtart som först beskrevs av Carl Ludwig von Blume, och fick sitt nu gällande namn av Carl Ludwig von Blume. Medinilla venosa ingår i släktet Medinilla och familjen Melastomataceae. Inga underarter finns listade i Catalogue of Life.

## Bildgalleri

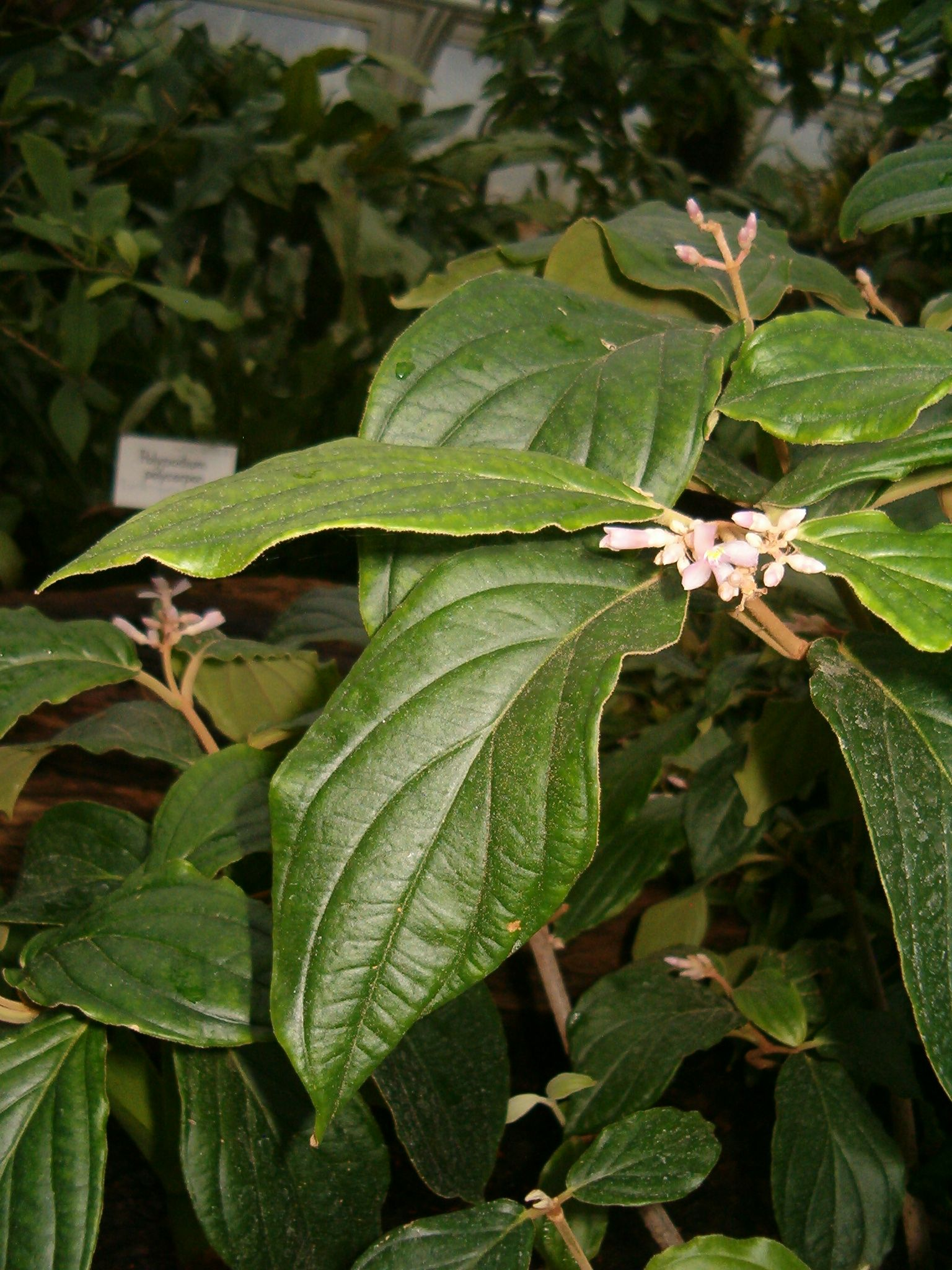